# Vetkoek

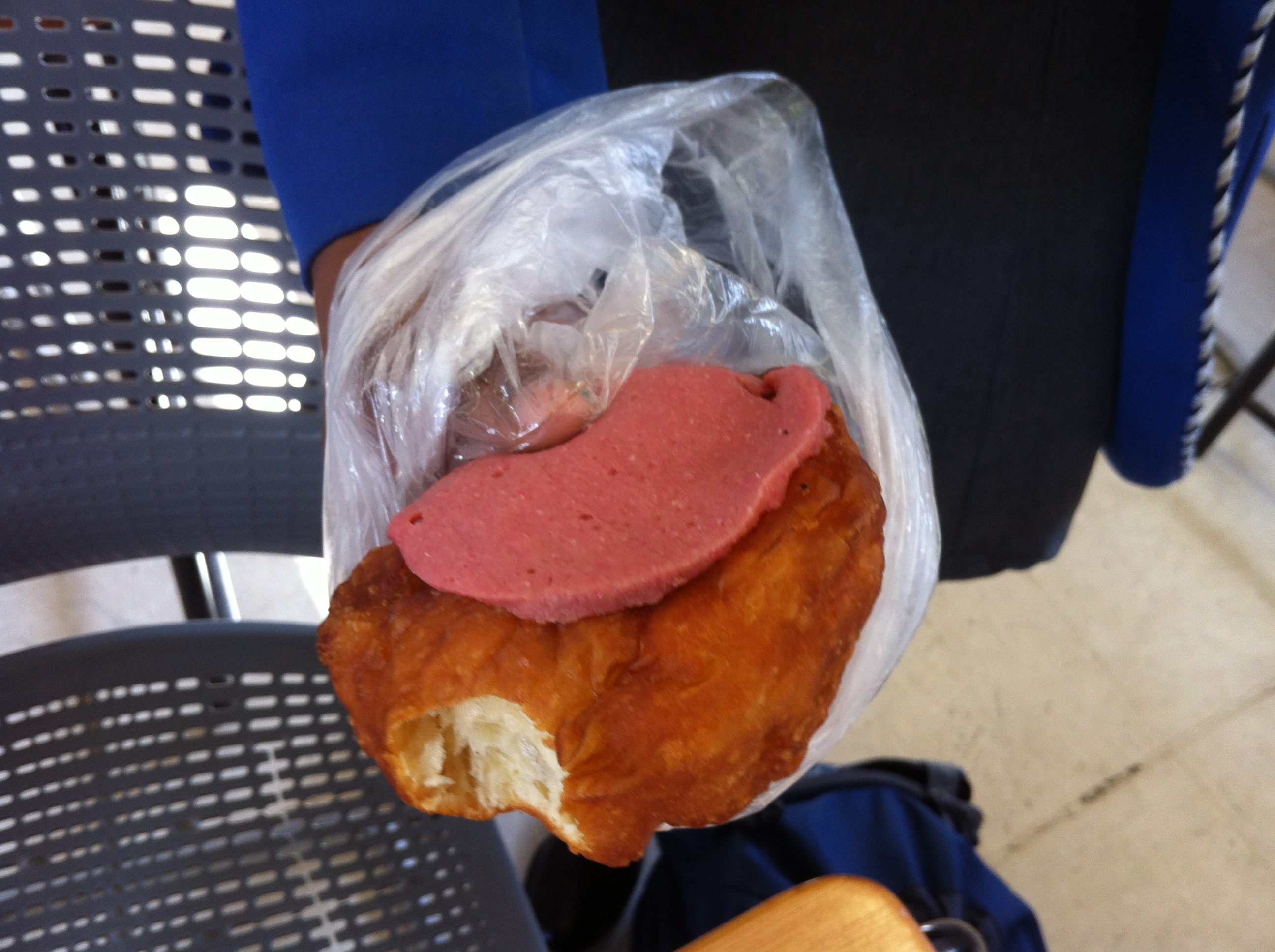
Un vetkoek ricoperto da un pezzo di Bologna sausage

Vetkoek (pronuncia: /ˈ f ɛ t k ʊ k /, Afrikaans: [ˈfɛtkuk], letteralmente: torta grassa) è un tradizionale pane fritto sudafricano simile alla torta caraibica Johnny, all'oliebol olandese e alle sopaipillas messicane. Un'altra ricetta sudafricana simile è Amagwinya (il nome Xhosa per questa palla di pasta fritta), ma a differenza dello vetkoek, può essere sia dolce che salata.
In afrikaans la parola vetkoek significa letteralmente "torta grassa". Ha una forma simile a una ciambella senza buco, ed è fatta con un impasto lievitato, spesso preparato insieme a un trito di curry all'interno. Nelle province intorno alla Città del Capo, quando ripieno di carne macinata, è conosciuto anche come "coniglio al curry". Questo è forse il suo accompagnamento più popolare. Vetkoek è comunemente presente nei ristoranti da asporto a conduzione familiare, durante i festival africani e negli eventi culturali.
Vetkoek è un pasto popolare per molte persone che vivono in Sudafrica, dove viene servito caldo, semplice o con un ripieno ed è venduto da un'ampia varietà di piccole imprese commerciali, di venditori ambulanti nelle stazioni dei taxi, fornitori e fast food dislocati ovunque in Sudafrica, Namibia e Botswana.